# Hotel Savoy (Buenos Aires)
El Hotel Savoy funciona desde 1908 a pocos metros del Palacio del Congreso en la ciudad de Buenos Aires. Es un edificio fastuoso que alojó a personalidades nacionales como Lisandro de la Torre, Eva Duarte y Arturo Illia e internacionales como Albert Einstein. Por su habitación privilegiada, siempre fue elegido como lugar de reuniones y actos políticos.
Fue diseñado por el arquitecto italiano Gerónimo Agostini, y construido a comienzos del siglo XX con todo el lujo de la época, destacándose por su fachada imponente y por sus salones de decoración recargada y estilos variados. Por ejemplo, el Salón Imperial tiene una ornamentación art nouveau de la corriente Sezession Vienesa, y la fachada es un claro repertorio del estilo Beaux Arts más tradicional.
A esto se suma la restauración realizada por el estudio Caparra-Entelman y Asociados en 2010, que recuperó el edificio y agregó tecnología del siglo XXI y algunos cambios en la decoración, como el agregado de alfombras, sillones y arañas contemporáneas, pero a tono con el estilo tradicional del hotel. Las habitaciones fueron totalmente actualizadas y mejoradas para elevar la categoría del alojamiento, que había caído en decadencia a fines del siglo XX, con la llegada de las grandes cadenas internacionales. En los años '80, durante el destape de la vuelta a la democracia, el Savoy se había transformado en un lugar elegido por la comunidad gay porteña para encuentros nocturnos y fiestas, como lo recuerda el tema de la banda Virus Sin disfraz. El mobiliario genérico de hotel fue cambiado por piezas de diseño, y los baños que lucían azulejos blancos y mesadas de granito gris convencional se diseñaron con nuevo mobiliario de mármol veteado blanco.
El hotel cuenta con 164 habitaciones distribuidas en cinco pisos.

#### Cultura popular
- Es mencionado en el tema Sin disfraz de la agrupación Virus, una canción compuesta por Federico Moura.[2]